# أكيكو ساتو
أكيكو ساتو (باليابانية: 佐藤明子) هي لاعبة رماية يابانية، ولدت في 9 فبراير 1984.

## وصلات خارجية
- أكيكو ساتو على موقع الاتحاد الدولي (الإنجليزية)
- أكيكو ساتو على موقع أوليمبيديا (الإنجليزية)